# Index Fungorum
L'Index Fungorum è un progetto internazionale per indicizzare tutti i nomi formali, cioè i nomi scientifici del regno dei funghi, in maniera simile all'IPNI, ma con un numero maggiore di istituzioni che partecipano e sostengono il progetto.
Un'altra differenza risiede nel fatto che l'IPNI non indica i nomi corretti, mentre l'Index Fungorum indica anche lo stato di un nome.
Nelle risposte alle pagine di ricerca il nome attualmente corretto è indicato in verde, mentre gli altri sono in blu (solo alcuni utilizzi erronei dei nomi sono indicati in rosso).
Tutti i nomi sono collegati a pagine che forniscono il nome corretto, con una lista dei sinonimi.

## Life Science Identifiers (LSID)
L'Index Fungorum fornisce i Life Science Identifiers (LSID) (identificatori per le scienze della vita) per i record contenuti nel suo database.

## Servizi
L'Index Fungorum fornisce un servizio web con protocollo SOAP per la ricerca di record all'interno del suo database.
È disponibile un file in WSDL che descrive i servizi.